# یاسین فکیر
یاسین فکیر (انگلیسی: Yassin Fekir؛ زادهٔ ۵ مهٔ ۱۹۹۷) بازیکن فوتبال اهل فرانسه است.
از باشگاه‌هایی که در آن بازی کرده‌است می‌توان به باشگاه فوتبال المپیک لیون اشاره کرد.